# Rui Bandeira
Rui Bandeira, nombre artístico de Rui Pedro Neto de Melo Bandeira (Nampula, Mozambique, 25 de julio de 1973), es un cantante portugués.

## Biografía
Rui Bandeira nació en Mozambique, cuando todavía era colonia portuguesa, cuando contaba con dos años regresó con su familia a Portugal.
Con cerca de 15 años forma parte de una iglesia evangélica donde comienza a dar sus primeros pasos en la música. Los 10 años siguientes, hasta 1997, edita cuatro álbumes, dos de ellos como solista.
Em 1999, concurre al 36º Festival RTP da Canção, con el tema "Como tudo começou", con producción de Jorge do Carmo. Gana el certamen y representa a Portugal en el Festival de la Canción de Eurovisión 1999, celebrado en Jerusalén, donde acaba en posición la 21.ª posición.
En marzo de ese año publica el álbum, Como tudo começou, de mismo título que la canción que llevó al Festival de Eurovisión.
También en 1999 representa a Portugal, por invitación de la RTP, en el Festival Internacional de El Cairo, donde obtuvo el 4.º lugar entre 32 países, siendo su interpretación de "Make this World", de Jorge do Carmo y Tó Andrade, la mejor posición entre los participantes europeos.

## Discografía

### Álbumes
- 1999 - Como tudo começou (Vidisco)
- 2000 - Mais (Vidisco)
- 2001 - Magia do Amor (Vidisco)
- 2004 - Destino (Vidisco)
- 2005 - Duas Vidas (Vidisco)
- 2006 - Só Deus Sabe (Espacial)
- 2009 - O Nosso Amor (Espacial)

### Recopilaciones
- 2003 - Momentos (Vidisco)

### En vivo
- 2007 - Ao Vivo (Espacial)